# نيكولاي جريجوري
نيكولاي جريجوري (12 مارس 1975 بسيبيو في رومانيا - ) هو لاعب كرة قدم روماني في مركز الدفاع. لعب مع سبارتاك فلاديكافكاز وCSM Unirea Alba Iulia ‏ وFC Inter Sibiu ‏ وCS Gaz Metan Mediaș ‏ وCSU Voința Sibiu ‏ ونادي سكا خاباروفسك.

## وصلات خارجية
- نيكولاي جريجوري على موقع قاعدة بيانات كرة القدم.إي يو (الإنجليزية)